# Da Lama ao Caos
Da Lama ao Caos é o primeiro álbum de estúdio da banda pernambucana Chico Science & Nação Zumbi, lançado em 1994.

## Gravações
Em 1993, o movimento manguebeat ganhou força e repercussão em todo o Brasil. Depois de alguns shows em Recife e região, e apenas uma apresentação em São Paulo e outra em Belo Horizonte, o grupo assina contrato com a Sony Music, em julho do mesmo ano. A banda entra em estúdio pouco tempo depois no Nas Nuvens, no Rio de Janeiro, sob comando do experiente produtor Liminha. O produtor teve dificuldades iniciais por se tratar de um grupo que usava riffs de guitarra pesados, baixo no estilo funk e percussão do maracatu, sem bateria e sem pratos. Em janeiro de 1994, o álbum já estava pronto, e foi lançado em Abril. O resultado foi de difícil assimilação de público e crítica no primeiro momento. Finalmente, em 1995 o álbum chega a Disco de Ouro.
Liminha havia limpado o som da grupo, tendo frustrado alguns fãs, entusiastas da energia da banda ao vivo. Mesmo assim, "Da Lama ao Caos" progressivamente tomou espaço no cenário musical brasileiro, consolidando-se como um dos álbuns mais importantes do país. Os singles de sucesso, "A Cidade", ganha clipe, entrado na grade de exibição da MTV, pouco depois fazendo parte da trilha sonora da telenovela Global Irmãos Coragem e "A Praieira" vira trilha de Tropicaliente, ambas consequentemente tocando nas rádios.

## Capa
A capa do álbum, desenvolvida pelo cineasta Hilton Lacerda, ilustra um caranguejo em uma colagem em que imagens parecem estar "granuladas", sendo que cada pequeno quadrado é uma colagem. A contracapa traz o detalhe de uma pata de caranguejo, propositalmente aproximada de maneira excessiva para que os pixels fiquem bem visíveis e assim fique claro que ela foi desenvolvida em computador.
A primeira versão da arte era em preto-e-branco, com alguns tons azulados, mas a gravadora recusou, exigindo cores, e assim nasceu a versão final.

## Livro
Em 2019, o álbum foi incluído no projeto "Discos da Música Brasileira", série de e-books sobre álbuns importantes da música brasileira sob a organização do jornalista Lauro Lisboa Garcia. O livro lançado sobre o álbum foi intitulado “Da Lama ao Caos: que som é esse que vem de pernambuco?” (selo "Edições Sesc").

## Legado
| Críticas profissionais | Críticas profissionais |
| Avaliações da crítica  | Avaliações da crítica  |
| Fonte                  | Avaliação              |
| ---------------------- | ---------------------- |
| Allmusic               | [ 4 ]                  |

O álbum está na lista dos 100 maiores discos da música brasileira pela Rolling Stone Brasil, na 13ª posição.
Em 2022, foi eleito o melhor disco da música brasileira dos últimos 40 anos em uma enquete do jornal O Globo que reuniu 25 especialistas, incluindo Charles Gavin, Vera Magalhães, Leonardo Bruno, Nelson Motta, Rodrigo Faour, Tárik de Souza, Ricardo Alexandre, Arthur Dapieve, Paulo Cesar de Araújo e Roberta Martinelli, entre outros nomes.

## Faixas
- Todas as faixas foram compostas por Chico Science, exceto onde indicado.

### Versão CD
| N.º | Título                                                                        | Compositor(es)                  | Duração |  |
| 1.  | "Monólogo ao Pé do Ouvido"                                                    |                                 | 1:07    |  |
| 2.  | "Banditismo por Uma Questão de Classe"                                        |                                 | 3:59    |  |
| 3.  | "Rios, Pontes & Overdrives"                                                   | Chico Science, Fred Zero Quatro | 4:03    |  |
| 4.  | "A Cidade" (música incidental: "Boa Noite do Velho Faceta (Amor de Criança)") |                                 | 4:46    |  |
| 5.  | "A Praieira"                                                                  |                                 | 3:36    |  |
| 6.  | "Samba Makossa"                                                               |                                 | 3:03    |  |
| 7.  | "Da Lama ao Caos"                                                             |                                 | 4:31    |  |
| 8.  | "Maracatu de Tiro Certeiro"                                                   | Chico Science, Jorge du Peixe   | 4:11    |  |
| 9.  | "Salustiano Song" (instrumental)                                              | Chico Science, Lúcio Maia       | 1:28    |  |
| 10. | "Antene-se"                                                                   |                                 | 3:35    |  |
| 11. | "Risoflora"                                                                   |                                 | 4:08    |  |
| 12. | "Lixo do Mangue" (instrumental)                                               | Lúcio Maia                      | 1:45    |  |
| 13. | "Computadores Fazem Arte"                                                     | Fred Zero Quatro                | 3:13    |  |
| 14. | "Côco Dub (Afrociberdelia)"                                                   |                                 | 6:45    |  |

### Versão LP
Lado A
| N.º | Título                                                                          | Compositor(es)                  | Duração |  |
| 1.  | "(Monólogo ao Pé do Ouvido)" (vinheta) / "Banditismo por uma Questão de Classe" |                                 | 5:06    |  |
| 2.  | "Rios, Pontes & Overdrives"                                                     | Chico Science, Fred Zero Quatro | 4:03    |  |
| 3.  | "A Cidade" (música incidental: "Boa Noite do Velho Faceta (Amor de Criança)")   |                                 | 4:46    |  |
| 4.  | "A Praieira"                                                                    |                                 | 3:36    |  |
| 5.  | "Samba Makossa"                                                                 |                                 | 3:03    |  |

Lado B
| N.º | Título                           | Compositor(es)                | Duração |  |
| 1.  | "Da Lama ao Caos"                |                               | 4:31    |  |
| 2.  | "Maracatu de Tiro Certeiro"      | Chico Science, Jorge du Peixe | 4:11    |  |
| 3.  | "Salustiano Song" (instrumental) | Chico Science, Lúcio Maia     | 1:28    |  |
| 4.  | "Antene-se"                      |                               | 3:35    |  |
| 5.  | "Risoflora"                      |                               | 4:08    |  |
| 6.  | "Lixo do Mangue" (instrumental)  | Lúcio Maia                    | 1:45    |  |

## Ficha técnica
Chico Science & Nação Zumbi
- Chico Science – voz; samplers em "Lixo do Mangue"
- Lúcio Maia – guitarra
- Alexandre Dengue - baixo
- Toca Ogan - percussão e efeitos
- Canhoto - caixa
- Gira - alfaia
- Gilmar Bola 8 - alfaia
- Jorge du Peixe - alfaia; voz em "Maracatu de Tiro Certeiro"

Convidados
- André Jung - berimbau em "Maracatu de Tiro Certeiro"
- Chico Neves - samplers em "Rios, Pontes & Overdrives", "A Cidade", "Samba Makossa", "Antene-se" e "Côco Dub (Afrociberdelia)"
- Liminha - grito em "Lixo do Mangue"